# Emil Rodhe
Gustaf Emil Rodhe, född den 20 augusti 1863 i Uddevalla, död den 12 mars 1936 i Göteborg, var en svensk filolog och skolman, brorson till Eva Rodhe.
Rodhe, som blev filosofie doktor och docent i engelska språket och litteraturen i Lund 1897, var sedan 1901 lektor i tyska och engelska vid Realläroverket i Göteborg och tillika sedan 1903 docent i modern franska vid Göteborgs högskola. Rodhe, som var en obestridd mästare i konsten att behärska de främmande levande språken, utövade ett högst betydande inflytande på skolundervisningen i dessa språk genom en ovanligt omfattande skriftställarverksamhet, bland annat en rik produktion av för språkundervisningen vid de allmänna läroverken avsedda läro- och läseböcker, bland vilka Tysk läsebok och Engelsk läsebok för realskolan (utgiven tillsammans med Otto Jespersen) torde ha vunnit den största spridningen. I sin undervisning och sitt författarskap företrädde Rodhe den så kallade direkta språkundervisningsmetoden, för vilken det levande aktuella språket utgör det centrala. Han gjorde sig även ett namn som språkvetenskaplig författare bland annat genom Transitivity in modern english (1897) och Essais de philologie moderne. I. Les grammairiens et le français parlé; II. La méthode mécanique en grammaire (1901), III Notes critiques sur la syntaxe et la phraséologie du français moderne(1903). Rodhes sakkunskap togs flera gånger i anspråk vid uppgörande av undervisningsplaner för de allmänna läroverken. Han blev ledamot av Vetenskaps- och vitterhetssamhället i Göteborg 1911. Emil Rodhe är begravd på Östra kyrkogården i Göteborg.